# Zabelê (Paraíba)
Zabelê é um município brasileiro no estado da Paraíba, localizado no Sertão do Cariri (Ocidental) Paraibano na Região Geográfica Imediata de Monteiro. De acordo com o IBGE (Instituto Brasileiro de Geografia e Estatística), no ano 2010 sua população foi estimada em 2.075 habitantes. A área territorial é de 109 km².

## Geografia
O município está incluído na área geográfica de abrangência do semiárido brasileiro, definida pelo Ministério da Integração Nacional em 2005. Esta delimitação tem como critérios o índice pluviométrico, o índice de aridez e o risco de seca.

## História
Zabelê entrou na história do estado no dia 2 de outubro de 1837, quando o Pe. José Gomes Pequeno, vigário da então freguesia Nossa Sra. dos Milagres de São João do Cariri, batizou dois rapazes em terras da então "Fazenda de Zabelê". Dali em diante houve mais batismos, a cada vez que padres passavam por essa fazenda. Contudo, visitas regulares de religiosos começaram somente a partir de 1938, quando surgiu um pequeno povoado naquela fazenda. O nome Zabelê, se deu devido ao fato de haver nessas terras muitas árvores de juazeiros, e no mês de maio seus frutos desprendiam-se das árvores e já no chão serviam de alimento para aves típicas da região, denominadas zabelê, atualmente em extinção. Tais aves gostam muito de andar no chão e voam pouco, além de preferirem lugares úmidos e dormir em arbustos não muito altos.
O perfil dos primeiros habitantes dessas terras era de pessoas foragidas da justiça, a exemplo do Coronel José Raposo, que fugiu de Vila Tinto, por lá ter cometido um homicídio. Os foragidos da lei acorriam para Zabelê, pois se tratava de uma região despovoada e com densa vegetação de caatinga, sobretudo juazeiros. Coronel José Raposo foi o proprietario da Fazenda Zabelê. Segundo relatos do Sr. Antônio Anastácio, Manoel Vidal chegou a ver um antigo documento  da Fazenda Zabelê que tinha um perímetro compreendido entre o serrote da Catarina (propriedade de Adilson Costa) e o sítio Tanques e seguia sob a divisão das águas até encontrar o serrote das batateiras, ao pé da Serra do Fogo, fazendo limite com as terras do Capitão João José, voltando para o sentido sul até chegar aonde hoje é a caixa que abastece a cidade, seguindo em linha reta no sentido poente ao Serrote da Catarina.
Em 1855, um surto de cólera assolou o estado e a comunidade de Zabelê contabilizou muitos mortos, que eram enterradas em Santa Clara, pois lá havia um cemitério destinado a familia do Cap. João José e depois aos mortos da cólera. Segundo histórias populares, não dava tempo para esperar atendimento médico, e ao menor sinal de falecimentos, as pessoas eram enterradas. Inclusive, conta-se que certo dia, em meio a uma forte chuva, populares não concluíram o sepultamento de mais uma vítima de cólera e deixaram a sepultura aberta com o corpo, que após ser molhado pela chuva restabeleceu-se e levantou-se de sua sepultura, pois ainda não tinha morrido de fato. Esse fato nunca foi confirmado pelos mais velhos do sítio St. Clara.